# Campionati mondiali under 23 di lotta
I campionati mondiali under 23 di lotta (in lingua inglese World U23 Wrestling Championships) sono una manifestazione internazionale di lotta libera e lotta greco-romana organizzata dalla Federazione internazionale delle lotte associate (UWW), che si tiene con cadenza annuale dal 2017, anno in cui i campionati si sono svolti a Bydgoszcz in Polonia. Possono iscriversi alla competizione i lottatori fino all'età di 23 anni.

## Edizioni
| Anno | Date                  | Paese ospitante    | Vincitore                                    | Vincitore                                    | Vincitore                                    |
| Anno | Date                  | Paese ospitante    | Lotta libera maschile                        | Lotta greco-romana                           | Lotta libera femminile                       |
| ---- | --------------------- | ------------------ | -------------------------------------------- | -------------------------------------------- | -------------------------------------------- |
| 2017 | 21–26 novembre        | Bydgoszcz, Polonia | Russia                                       | Georgia                                      | Giappone                                     |
| 2018 | 12–18 novembre        | Bucarest, Romania  | Russia                                       | Georgia                                      | Giappone                                     |
| 2019 | 28 ottobre-3 novembre | Budapest, Ungheria | Russia                                       | Iran                                         | Giappone                                     |
| 2020 |                       | Tampere, Finlandia | Annullati a causa della pandemia di COVID-19 | Annullati a causa della pandemia di COVID-19 | Annullati a causa della pandemia di COVID-19 |
| 2021 | 1-7 novembre          | Belgrado, Serbia   | Russia                                       | Russia                                       | Ucraina                                      |
| 2022 | 17-23 ottobre         | Pontevedra, Spagna | Georgia                                      | Iran                                         | Giappone                                     |
| 2023 | 23-29 ottobre         | Tirana, Albania    | Stati Uniti                                  | Turchia                                      | Giappone                                     |
| 2024 | 21-27 ottobre         | Tirana, Albania    | Iran                                         | Iran                                         | Stati Uniti                                  |
| 2025 | 20-26 ottobre         | Novi Sad, Serbia   |                                              |                                              |                                              |

## Medagliere
Aggiornato al 2024.
| Pos.   | Paese                       | Oro | Argento | Bronzo | Totale |
| ------ | --------------------------- | --- | ------- | ------ | ------ |
| 1      | Giappone                    | 41  | 14      | 24     | 79     |
| 2      | Iran                        | 23  | 9       | 35     | 67     |
| 3      | Russia                      | 17  | 24      | 25     | 66     |
| 4      | Georgia                     | 16  | 12      | 20     | 37     |
|        | Atleti Neutrali Autorizzati | 16  | 9       | 19     | 44     |
| 5      | Stati Uniti                 | 13  | 14      | 14     | 41     |
| 6      | Turchia                     | 11  | 11      | 33     | 55     |
| 7      | Ucraina                     | 8   | 10      | 42     | 60     |
| 8      | Azerbaigian                 | 7   | 19      | 25     | 51     |
| 9      | Moldavia                    | 7   | 8       | 11     | 26     |
| 10     | Armenia                     | 6   | 5       | 10     | 21     |
| 11     | Kirghizistan                | 4   | 5       | 9      | 18     |
| 12     | Ungheria                    | 4   | 3       | 7      | 14     |
| 13     | Cuba                        | 4   | 1       | 3      | 8      |
| 14     | Cina                        | 3   | 7       | 8      | 8      |
| 15     | India                       | 2   | 10      | 14     | 28     |
| 16     | Kazakistan                  | 2   | 6       | 17     | 25     |
| 17     | Canada                      | 2   | 4       | 5      | 11     |
| 18     | Francia                     | 2   | 2       | 2      | 6      |
| 19     | Egitto                      | 2   | 0       | 3      | 5      |
| 20     | Norvegia                    | 2   | 0       | 0      | 2      |
| 21     | Romania                     | 1   | 3       | 9      | 13     |
| 22     | Polonia                     | 1   | 3       | 7      | 11     |
| 23     | United World Wrestling      | 1   | 2       | 6      | 9      |
| 24     | Germania                    | 1   | 1       | 10     | 12     |
| 25     | Finlandia                   | 1   | 1       | 2      | 4      |
| 26     | Grecia                      | 1   | 1       | 1      | 3      |
| 27     | Colombia                    | 1   | 1       | 0      | 2      |
| 27     | Ecuador                     | 1   | 1       | 0      | 2      |
| 27     | Slovacchia                  | 1   | 1       | 0      | 2      |
| 30     | Svezia                      | 1   | 0       | 5      | 6      |
| 31     | Uzbekistan                  | 1   | 0       | 0      | 1      |
| 32     | Croazia                     | 0   | 5       | 1      | 6      |
| 33     | Bielorussia                 | 0   | 4       | 7      | 11     |
| 34     | Mongolia                    | 0   | 2       | 13     | 15     |
| 35     | Bulgaria                    | 0   | 2       | 1      | 3      |
| 36     | Austria                     | 0   | 1       | 1      | 2      |
| 36     | Paesi Bassi                 | 0   | 0       | 1      | 2      |
| 38     | Danimarca                   | 0   | 1       | 0      | 1      |
| 38     | Messico                     | 0   | 1       | 0      | 1      |
| 38     | Svizzera                    | 0   | 1       | 0      | 1      |
| 41     | Italia                      | 0   | 0       | 3      | 3      |
| 41     | Lituania                    | 0   | 0       | 3      | 3      |
| 38     | Israele                     | 0   | 0       | 2      | 2      |
| 38     | Lettonia                    | 0   | 0       | 2      | 2      |
| 38     | Nigeria                     | 0   | 0       | 2      | 2      |
| 46     | Serbia                      | 0   | 0       | 1      | 1      |
| 46     | Rep. Ceca                   | 0   | 0       | 1      | 1      |
| 46     | Taipei cinese               | 0   | 0       | 1      | 1      |
| 46     | Tunisia                     | 0   | 0       | 1      | 1      |
| 46     | Turkmenistan                | 0   | 0       | 1      | 1      |
| 46     | Venezuela                   | 0   | 0       | 1      | 1      |
| Totale | Totale                      | 204 | 204     | 408    | 816    |

## Classifica squadre
| Anno | Lotta libera maschile | Lotta libera maschile | Lotta libera maschile |         | Lotta greco-romana maschile | Lotta greco-romana maschile | Lotta greco-romana maschile |             | Lotta libera femminile | Lotta libera femminile | Lotta libera femminile |
| Anno | 1ª                    | 2ª                    | 3ª                    | 1ª      | 2ª                          | 3ª                          | 1ª                          | 2ª          | 3ª                     |                        |                        |
| 2017 | Russia                | Kazakistan            | Georgia               | Georgia | Russia                      | Turchia                     | Giappone                    | Ucraina     | Russia                 |                        |                        |
| 2018 | Russia                | Georgia               | Iran                  | Georgia | Russia                      | Turchia                     | Giappone                    | Russia      | Cina                   |                        |                        |
| 2019 | Russia                | Iran                  | Azerbaigian           | Iran    | Georgia                     | Russia                      | Giappone                    | Cina        | Ucraina                |                        |                        |
| 2021 | Russia                | Iran                  | Armenia               | Russia  | Iran                        | Georgia                     | Ucraina                     | Russia      | Stati Uniti            |                        |                        |
| 2022 | Georgia               | Iran                  | Stati Uniti           | Iran    | Georgia                     | Turchia                     | Giappone                    | Stati Uniti | Ucraina                |                        |                        |
| 2023 | Stati Uniti           | Turchia               | Giappone              | Turchia | Azerbaigian                 | Georgia                     | Giappone                    | Ucraina     | UWW                    |                        |                        |
| 2024 | Iran                  | Giappone              | Azerbaigian           | Iran    | Georgia                     | Armenia                     | Stati Uniti                 | Giappone    | Ucraina                |                        |                        |